# HMS Sealion (72S)
Pour les autres navires du même nom, voir HMS Sealion.
Le HMS Sealion (Pennant number: 72S) est un sous-marin de la classe S de la Royal Navy britannique. Mis en service en 1935, il sert pendant la Seconde Guerre mondiale où il coule comme navire cible en 1945.

## Conception et description
La deuxième série de sous-marins de la classe S a été conçue comme une version légèrement améliorée et élargie des premiers bateaux de la classe et était destinée à être exploitée en mer du Nord et en mer Baltique. Les sous-marins avaient une longueur totale de 63,6 m, une largeur de 7,3 m et un tirant d'eau moyen de 3,6 m. Ils déplaçaient 780 t en surface et 975 t en immersion. Les sous-marins de classe S avaient un équipage de 40 officiers et matelots. Ils avaient une profondeur de plongée de 91,4 m.
Pour la navigation en surface, les sous-marins étaient propulsés par deux moteurs Diesel de 775 chevaux (578 kW), chacun entraînant un arbre d'hélice. En immersion, chaque hélice était entraînée par un moteur électrique de 650 chevaux-vapeur (485 kW). Ils pouvaient atteindre 13,75 nœuds (25,47 km/h) en surface et 10 nœuds (19 km/h) sous l'eau. En surface, les sous-marins du deuxième groupe avaient une autonomie de 6 000 milles nautiques (11 000 km) à 10 nœuds (19 km/h) et de 64 milles nautiques (119 km) à 2 nœuds (3,7 km/h) en immersion.
Les sous-marins de classe S étaient armés de six tubes lance-torpilles de 21 pouces (533 mm) à l'avant. Ils transportaient six torpilles de rechargement pour un total d'une douzaine de torpilles. Ils étaient également armés d'un canon de pont de 3 pouces (76 mm).

## Historique
Commandé le 23 décembre 1932 dans le cadre du programme de construction de 1931, le HMS Sealion est posé le 16 mai 1933 dans le chantier naval de Cammell Laird à Birkenhead en Angleterre. Il est lancé le 16 mars 1934. Le sous-marin est mis en service le 21 décembre 1934 et a reçu le numéro de fanion (Pennant number) 72S.
Le HMS Sealion a eu une carrière mouvementée après le déclenchement de la Seconde Guerre mondiale. Sous le commandement du lieutenant commander (plus tard contre-amiral) Benjamin Bryant, il attaque le sous-marin allemand U-21 au large du Dogger Bank en novembre 1939, mais ne réussit pas à le couler. Son premier succès est celui du navire marchand allemand August Leonhardt, coulé en avril 1940 au large de l'île danoise d'Anholt. Il attaque ensuite le marchand allemand Moltkefels, mais ne réussit pas à le toucher. Il tire sur le Palime échoué et attaque sans succès le U-62 en juillet 1940. Il termine sa patrouille en coulant le navire marchand norvégien Toran et en attaquant, sans succès, le navire marchand allemand Cläre Hugo Stinnes en août.
Le 5 février 1941, il bombarde et coule le cargo norvégien de la Hurtigruten, le Ryfylke. En mai de la même année, le Sealion attaque sans succès le U-74. En juillet, il attaque la marine marchande française, coulant les navires de pêche français Gustav Eugène et Gustav Jeanne, et les jours suivants, le Christus Regnat et le St Pierre d'Alcantara.
Il est l'un des nombreux sous-marins chargés de suivre le cuirassé allemand Bismarck avant son éventuel naufrage.
Vers la fin de 1941, il coule le pétrolier norvégien Vesco et le navire marchand norvégien Island.
De 1943 à 1944, il est utilisé pour des exercices de lutte anti-sous-marine.
En juin 1944, il arrive à Rothesay, puis est transféré en juillet vers Plymouth, puis vers Portsmouth où il doit être rénové. Le carénage a toutefois été suspendu début octobre. Il avait été décidé que le HMS Sealion devait être désarmé et que sa coque devait être utilisée pour être coulée au large d'Arran afin d'être utilisée comme cible ASDIC. Il est sabordé lors d'exercices le 3 mars 1945.

## Commandants
- Lieutenant Commander (Lt.Cdr.) Benjamin Bryant (RN) du 3 septembre 1938 au 31 janvier 1940.
- Lieutenant Commander (Lt.Cdr.) Christopher Haynes Hutchinson (RN) du 31 janvier 1940 à février 1940.
- Commander (Cdr.) George Walter Gillow Simpson (RN) de février 1940à février 1940.
- Lieutenant Commander (Lt.Cdr.) Benjamin Bryant (RN) de février 1940 au 12 octobre 1941.
- Lieutenant (Lt.) George Robson Colvin (RN) du 12 octobre 1941 à avril 1942.
- Lieutenant (Lt.) David Stuart McNeile Verschoyle-Campbell, DSC (RN) d'avril 1942 à juillet 1942.
- Lieutenant (Lt.) Douglas Lambert (RN) de juillet 1942 au 12 janvier 1943.
- Lieutenant (Lt.) David Stuart McNeile Verschoyle-Campbell (RN) du 12 janvier 1943 au 17 mars 1943.
- Lieutenant (Lt.) Norman Jack Coe (RNR) du 17 mars 1943 au 12 janvier 1944.
- Lieutenant (Lt.) Charles Alexander Jacomb Nicoll (RN) du 12 janvier 1944 au 17 janvier 1944.
- Lieutenant Commander (Lt.Cdr.) John Bertram de Betham Kershaw (RN) du 17 janvier 1944 à janvier 1944?
- Lieutenant (Lt.) Norman Jack Coe (RNR) de janvier 1944? au 2 mars 1944.
- Lieutenant (Lt.) Peter Edward Newstead, DSC (RN) du 2 mars 1944 à mi-1944.
- Lieutenant (Lt.) Roger Martin Stafford (RN) de mi-1944 au 15 novembre 1944.

Notes: RN: Royal Navy - RNR: Royal Naval Reserve